# Yola tschoffeni
Yola tschoffeni är en skalbaggsart som beskrevs av Régimbart 1895. Yola tschoffeni ingår i släktet Yola och familjen dykare. Inga underarter finns listade i Catalogue of Life.